# Бобух, Артём Александрович
Артём Александрович Бобух (укр. Артем Олександрович Бобух; 4 декабря 1988, Сумы, Украинская ССР, СССР) — украинский футболист, защитник.

## Биография
Обучался футболу в любительском клубе «Алекс» из Александровки. В 2007 году дебютировал в составе «Волыни», сыграл 22 матча в рамках первенства Украины. В 2009 году перешёл в «Феникс-Ильичёвец», в котором отыграл 41 матч и забил два гола в Кубке Украины. По окончании сезона 2009/10 был приобретён «Металлистом», в котором сыграл 12 матчей за молодёжный состав и в одном из них заработал удаление. В составе «Оболони» дебютировал 26 августа 2011. Провёл одну игру в основном составе и забил в ней гол, ещё шесть игр сыграл в «дубле».
В июле 2013 года Артём подписал контракт с луцкой «Волынью». Вскоре был отдан лучанами в аренду в бобруйскую «Белшину». В феврале 2014 года контракт Бобуха у «Волыни» был выкуплен «Белшиной».
Учился в Таврическом национальном университете имени В. И. Вернадского в Симферополе на факультете управления.